# Juan Tobar
Juan Andrés Tobar Jara (San Vicente de Tagua Tagua, Región de O'Higgins, 8 de octubre de 2001), es un futbolista chileno que juega de mediocampista actualmente en Colchagua CD de la Tercera A de Chile. 

## Trayectoria
Producto de las divisiones inferiores de O'Higgins, fue dejado libre a fines 2019, sin poder debutar por el primer equipo. En 2020, es contratado por General Velásquez, dirigido por Cesar Bustamante. Este lo cambió de posición, pasando de ser un volante de salida a un volante mixto. Tras el fin de la temporada 2021, pensó en dejar el fútbol, más Bustamante lo convenció de lo contrario, inclusive de partir a Deportes Rengo.

## Selección nacional
En 2022, tras una llave de la Copa Chile 2022 que enfrentó a los verdes ante Universidad de Chile, Tobar captó la atención del seleccionador nacional Eduardo Berizzo, quien lo nominó a un microciclo de la Selección sub-23 chilena. En noviembre de 2022, fue llamado nuevamente a otro microciclo.

## Clubes
| Club                      | Div.             | Temporada        | Liga  | Liga  | Copas nacionales | Copas nacionales | Torneos internacionales | Torneos internacionales | Total | Total |
| Club                      | Div.             | Temporada        | Part. | Goles | Part.            | Goles            | Part.                   | Goles                   | Part. | Goles |
| ------------------------- | ---------------- | ---------------- | ----- | ----- | ---------------- | ---------------- | ----------------------- | ----------------------- | ----- | ----- |
| General Velasquez · Chile | 3.ª              | 2020             | 2     | 0     | 0                | 0                | —                       | —                       | 2     | 0     |
| General Velasquez · Chile | 3.ª              | 2021             | 12    | 0     | 1                | 0                | —                       | —                       | 13    | 0     |
| General Velasquez · Chile | 3.ª              | 2022             | 20    | 1     | 4                | 0                | —                       | —                       | 24    | 1     |
| General Velasquez · Chile | 3.ª              | 2023             | 9     | 0     | 0                | 0                | —                       | —                       | 9     | 0     |
| General Velasquez · Chile | 3.ª              | 2024             | 24    | 3     | 1                | 0                | —                       | —                       | 25    | 3     |
| Total club                | Total club       | Total club       | 66    | 4     | 6                | 0                | 0                       | 0                       | 72    | 4     |
| Colchagua CD · Chile      | 4.ª              | 2025             | 0     | 0     | 0                | 0                | —                       | —                       | 0     | 0     |
| Total club                | Total club       | Total club       | 0     | 0     | 0                | 0                | 0                       | 0                       | 0     | 0     |
| Total en carrera          | Total en carrera | Total en carrera | 66    | 4     | 6                | 0                | 0                       | 0                       | 72    | 4     |
| 1. 2.                     |                  |                  |       |       |                  |                  |                         |                         |       |       |